# Drosanthemum albens
Drosanthemum albens är en isörtsväxtart som beskrevs av L. Bol. Drosanthemum albens ingår i släktet Drosanthemum och familjen isörtsväxter. Inga underarter finns listade i Catalogue of Life.